# Thanh Tòng
 (septembre 2016).
Si vous disposez d'ouvrages ou d'articles de référence ou si vous connaissez des sites web de qualité traitant du thème abordé ici, merci de compléter l'article en donnant les références utiles à sa vérifiabilité et en les liant à la section « Notes et références ».
Thanh Tòng est un acteur, chanteur, danseur et producteur de cinéma vietnamien, né en 1948 à Saïgon et mort le 22 septembre 2016 à Hô Chi Minh-Ville.
Il est surtout connu pour avoir joué plusieurs rôles principaux dans des feuilletons vietnamiens comme Ðon Hung Tin.

## Biographie
Thanh Tòng est issu d'une famille artistique : son père Minh Tơ était acteur, tout comme son grand-père et sa grand-mère.
Thanh Tòng, de son nom complet Nguyễn Thanh Tòng, est né en 1948 à Saïgon. Il est le 4e enfant de l'artiste Minh Tơ (1922-1984). Il a rapidement approché le milieu de l'art sous l'influence de la famille. À l'âge de 3 ans, il monte sur scène avec son grand-père Văn Thắng Nguyễn, dans Hoàng Phi Hổ quy Châu và San Hậu. À l'âge de 6 ans, il entre à l'école de la nouvelle musique de l'opéra, et y apprend la danse et la comédie.
À 14 ans, Thanh Tòng apprend à jouer au piano. A 20 ans, il rejoint son père Minh Tơ et devient auteur de nombreuses pièces comme : Dưới cờ Tây Sơn, Thanh gươm và nữ tướng et Gió lộng bến Bình Than. C'est à ce moment que son parcours artistique commence. Il devient par la suite metteur en scène de nombreuses pièces de théâtre.
Il laisse une impression profonde au sein de son public avec un rôle multi-caractères.
Le 22 septembre 2016, Thanh Tòng s'est éteint à l'âge de 68 ans.

### Vie privée
Il est le père de l'actrice, mannequin et chanteuse Quế Trân et d'un ingénieur en informatique. Une partie de sa famille du côté de son épouse Thi-Nhung Nguyễn habite actuellement en France.

## Distinction
Thanh Tòng reçoit en 2007, le titre de l'artiste populaire.